# David Petraeus
David Howell Petraeus (født 7. november 1952) er en tidligere general i United States Army og leder af USA's tropper i Irak og Afghanistan, en stilling han blev valgt til af senatet med afstemningsresultatet 81-0, 26. januar 2007. Han tiltrådte 10. februar. Han efterfulgte general George Casey på posten. Som leder af irakstyrken styrede han USA's militære styrker i landet og implementerede Bush-regeringens nye Irak-strategi. Den 23. juni 2010 blev Patraeus udnævnt som øverstbefalende general for de amerikanske og allierede tropper i Afghanistan, da general Stanley A. McChrystal tog sin afsked efter udtalelser om blandt andre vicepræsident Joe Biden. Denne stilling havde han til 18. juli 2011 og den 31. august blev han pensioneret fra hæren og udnævnt til CIA-direktør. Denne stilling trak han sig fra 9. november 2012 efter det blev afsløret at han havde haft en affære med en kvinde, der skrev hans biografi.
Petraeus blev færdig på U.S. Military Academy i 1974. Han fik årgangens bedste karakterer på U.S Army Command and General Staff College i 1983. Derefter tog han en Master i offentlig administration (1985) og Ph.D. i internationale forhold (1987) på Woodrow Wilson School of Public and International Affairs ved Princeton University. Senere fungerede han som assisterende professor i internationale forhold på U.S. Military Academy.

## Links
- Afsløring: Pentagon direkte impliceret i tortur i Irak Arkiveret 4. marts 2016 hos  Wayback Machine